# Antonio Spallino
Antonio Spallino est un escrimeur italien né le 1er avril 1925 à Côme et mort dans la même ville le 28 septembre 2017.

## Carrière
Antonio Spallino obtient aux Jeux olympiques d'été de 1952 à Helsinki la médaille d'argent de fleuret par équipe. En 1956  à Melbourne, il est médaillé de bronze de fleuret individuel et champion olympique par équipe,.